# Омурбек Текебаєв
Омурбе́к Текеба́єв (кирг. Өмүрбек Текебаев; *22 грудня 1958, Акман) — киргизький політик, лідер соціалістичної партії «Ата-Мекен», один з лідерів руху «За реформи!». Колишній спікер парламенту Киргизстану. Член тимчасового уряду, де виконує обов'язки відповідального за проведення конституційної реформи.

## Освіта
Закінчив Киргизький державний університет за спеціальністю «фізик, викладач фізики», після чого в 1984—1986 роках працював учителем фізики в школі села Акман (Базар-Корґонський район Джалал-Абадської області). За деякими даними, в 1986-1991 роках Текебаєв був старшим лаборантом фізичного факультету університету.
Згодом, 1994 року здобув другу вищу освіту, закінчивши юридичний факультет Киргизького державного національного університету.

## Політична діяльність
Виступив одним із засновників партії «Еркін Киргизстан» («Вільний Киргизстан») в лютому 1991. У квітні того ж року очолив обласне управління з антимонопольної політики і підтримки підприємництва Джалал-Абадської обласної Ради народних депутатів, згодом його було обрано членом Верховної Ради СРСР, членом Комітету Ради Республік з юридичних питань.
1992 року частина «Еркін Киргизстан» на чолі з Текебаєвим утворила партію «Ата-Мекен», у складі якої Текебаєв пройшов до парламенту Киргизстану.
В 1992—1994 роках займав посаду заступника голови державної адміністрації Джалал-Абадської області. 1995 року вперше балотувався на пост президента країни, втім невдало.
2000 року Текебаєва було обрано віце-спікером парламенту. Як представник опозиції він брав участь у розробці нової конституції. В березні 2000 року після арешту опозоціонера Фелікса Кулова, Текебаєв виступив із звинуваченнями на адресу президента Аскара Акаєва, брав активну участь у мітингах протесту на півдні країни.
На президентських виборах 29 жовтня 2000 року посів друге місце після Акаєва, набравши 13,89% голосів. Невдовзі Кулов, союзник Текебаєва, визнав результати виборів (на відміну від самого Текебаєва), заявивши про готовність до співпраці з Акаєвим.
Парламентські вибори 2005 року спричинили масові протести, в яких Текебаєв також убрав участь. Зокрема, виступаючи на мітингу 25 березня, він викинув своє депутатське посвідчення. Після перемоги «тюльпанової революції» Текебаєва було обрано спікером парламенту.
В лютому 2006 між спалахнув конфлікт між Текебаєвим та президентом Курманбеком Бакієвим, внаслідок якого перший покинув пост спікера та перейшов у опозицію. Спільно зі своїми колегами він створив опозиційний блок «За реформи!», який поставив перед президентом низку вимог: негайно почати проведення конституційної та економічної реформ, активізувти боротьбу з корупцією та злочинністю.
Наступні чотири роки Текебаєв провів в опозиції до чинної влади. В квітні 2010 був одним з лідерів другої киргизької революції. Після відставки уряду Даніяра Усенова увійшов до складу тимчасового уряду країни, де виконує обов'язки відповідального за проведення конституційної реформи.